# Dichaetomyia subpellucens
Dichaetomyia subpellucens är en tvåvingeart som beskrevs av Malloch 1926. Dichaetomyia subpellucens ingår i släktet Dichaetomyia och familjen husflugor. Inga underarter finns listade i Catalogue of Life.